# Indywidualne Mistrzostwa Szwecji na Żużlu 1989
Indywidualne Mistrzostwa Szwecji na Żużlu 1989 – cykl turniejów żużlowych, mających wyłonić najlepszych żużlowców szwedzkich. Tytuł wywalczył Peter Karlsson (Örnarna Mariestad).

## Finał
- Eskilstuna, 23 września 1989

| Msc. | Zawodnik          | Klub                   | Pkt   |  |  |
| ---- | ----------------- | ---------------------- | ----- |  |  |
| 1    | Peter Karlsson    | Örnarna Mariestad      | 13 +3 |  |  |
| 2    | Mikael Blixt      | Indianerna Kumla       | 13 +2 |  |  |
| 3    | Per Jonsson       | Stockholm United       | 12    |  |  |
| 4    | Erik Stenlund     | Stockholm United       | 11    |  |  |
| 5    | Peter Nahlin      | Smederna Eskilstuna    | 9     |  |  |
| 6    | Tony Rickardsson  | Stockholm United       | 8     |  |  |
| 7    | Claes Ivarsson    | Vetlanda               | 8     |  |  |
| 8    | Christer Karlsson | Indianerna Kumla       | 8     |  |  |
| 9    | Jan Andersson     | Vetlanda               | 7     |  |  |
| 10   | Joakim Karlsson   | Skepparna Västervik    | 6     |  |  |
| 11   | Tomas Karlsson    | Vargarna Norrköping    | 5     |  |  |
| 12   | Bo Arrhén         | Stockholm United       | 5     |  |  |
| 13   | Conny Ivarsson    | Vetlanda               | 5     |  |  |
| 14   | Dennis Löfqvist   | Bysarna Visby          | 4     |  |  |
| 15   | Per Jonsson       | Dackarna Målilla       | 3     |  |  |
| 16   | Mikael Teurnberg  | Rospiggarna Hallstavik | 3     |  |  |